# Shorea gibbosa
Shorea gibbosa (tiếng Anh thường gọi là Yellow Meranti) là một loài cây gỗ lớn của rừng mưa thuộc họ Dipterocarpaceae. Đây là loài bản địa của Sumatra, Borneo, Mã Lai bán đảo và Singapore . Mẫu cao nhất ghi được là 81,1 mét tại Vườn quốc gia Tawau Hills, ở Sabah trên hòn đảo Borneo.